# Manuel Esquivel de Sotomayor

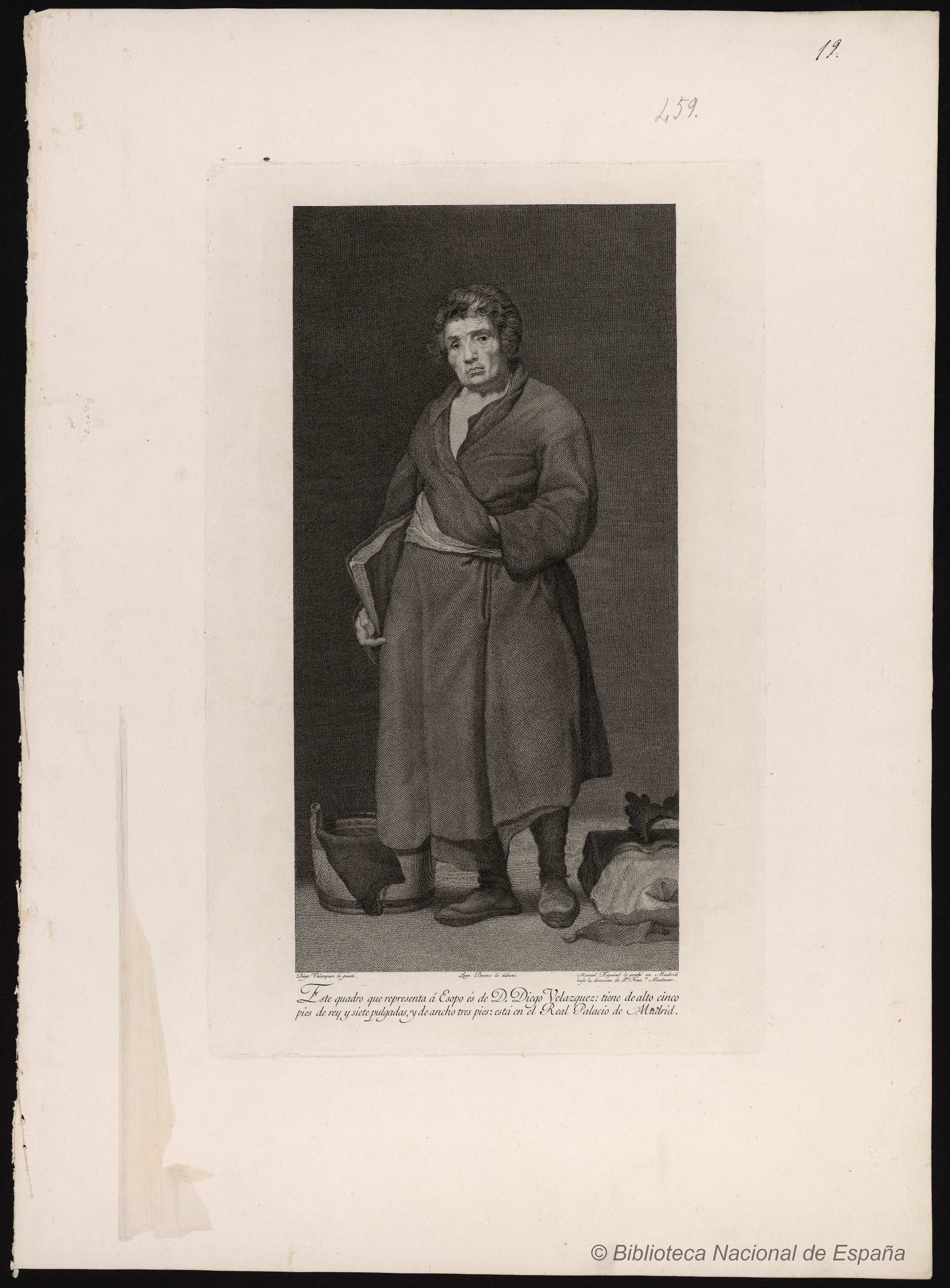
Esopo, grabado, talla dulce. 1796. Inscripción: «Este quadro que representa á Esopo es de D. Diego Velázquez: tiene de alto cinco pies de rey y siete pulgadas, y de ancho tres pies: está en el Real Palacio de Madrid». Madrid, Biblioteca Nacional de España.

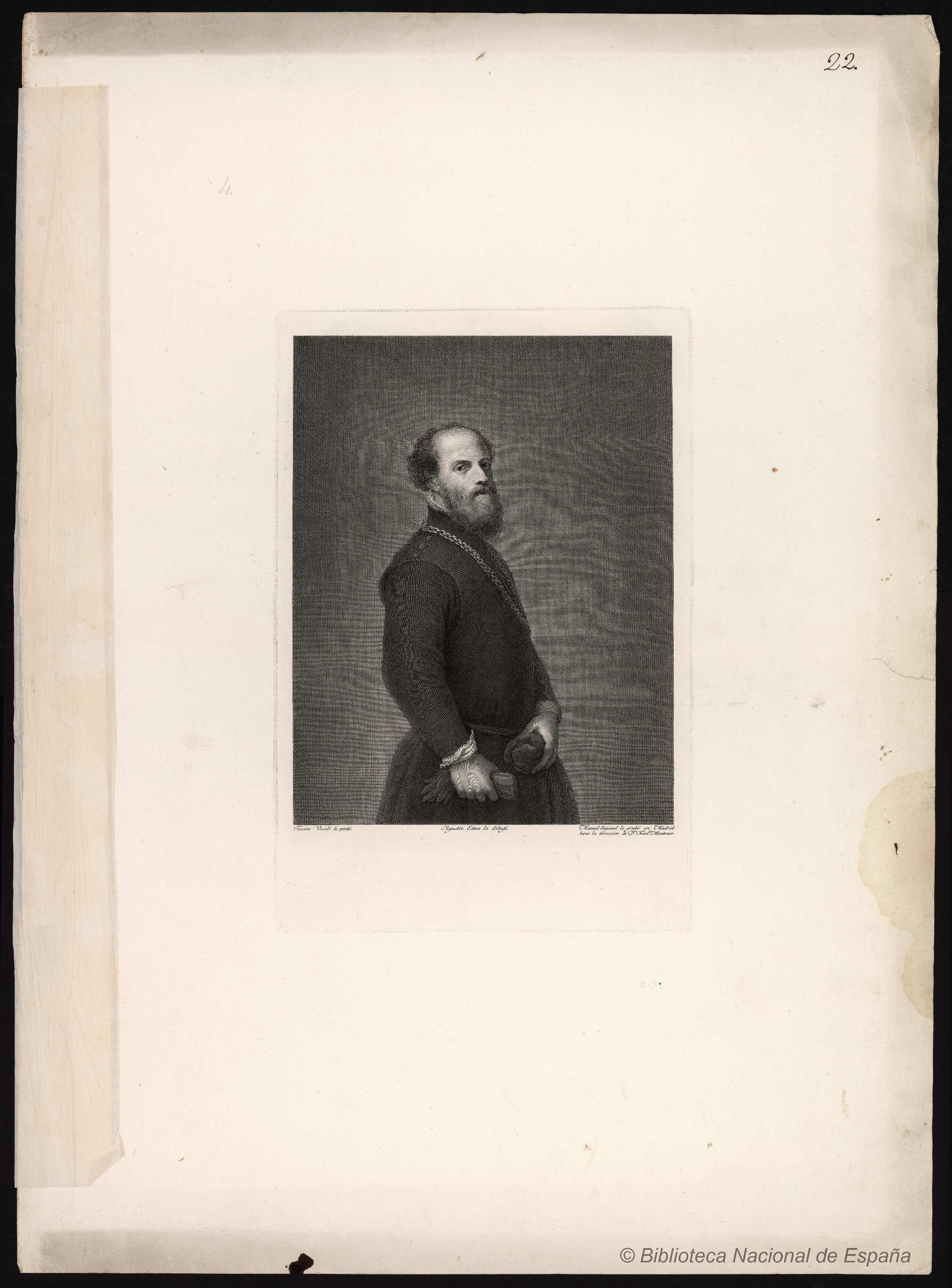
Tintoretto: El caballero de la cadena de oro, talla dulce, grabado de Esquivel sobre dibujo de Agustín Esteve. Prueba de impresión sin letra de inscripción que, en los ejemplares acabados, con el título "Retrato de un asiático" atribuye el original, ahora conservado en el Museo del Prado, a Tiziano.

Manuel Esquivel de Sotomayor (Madrid, 1777-1842) fue un grabador calcográfico español.

## Biografía y obra
Alumno de la Real Academia de Bellas Artes de San Fernando desde 1790, en 1792 obtuvo una pensión de seis reales diarios para estudiar grabado con Francisco Muntaner. Un año más tarde, el 20 de agosto de 1793, recibió el premio extraordinario de la institución por la reproducción al aguafuerte y buril del retrato de Ventura Rodríguez, director general de la Academia, pintado por Goya (Estocolmo, Nationalmuseum). Fue nuevamente premiado por la Academia en 1796 por un San Pablo, grabado de reproducción «Según el quadro original de Rembrandt... que posee el Señor Barón de Casa-Davalillo».
El mismo año grabó para la Compañía para el grabado de los cuadros de los Reales Palacios y bajo la dirección de Muntaner, Esopo y Menipo de Velázquez, por dibujos de León Bueno, y el llamado Retrato de un asiático por dibujo de Agustín Esteve, atribuido entonces a Tiziano y, actualmente, en el Museo del Prado donde se conserva, a Jacopo Robusti Tintoretto. Más limitada fue su participación en la serie de Retratos de españoles ilustres, una de las empresas más ambiciosas de la Real Calcografía, en la que se trabajó entre 1788 y 1819, para la que únicamente proporcionó el retrato de Hernán Núñez de Toledo por dibujo de José López Enguídanos.
En octubre de 1808 se encontraba en Florencia donde fue detenido junto con todos los españoles allí residentes, entre ellos el también grabador Francesc Fontanals. Pasó algún tiempo en Dijon, encarcelado por el ejército francés, antes de volver a Florencia donde trabajó por espacio de cerca de veinte años para Raffaello Morghen, a quien proporcionaba grabados que luego firmaba solo él, según certificó más tarde el propio Morghen. Entre las obras allí grabadas se conocen una Santa Teresa de Jesús y la Madonna detta dell’Impanate por pintura de Rafael, de las que existen ejemplares en la Biblioteca Nacional de España. En 1829, de vuelta en Madrid, fue nombrado académico de mérito de la Academia de San Fernando.
Hacia 1834 grabó los retratos de María Cristina de Borbón y de Isabel II para el Kalendario manual y guía de forasteros en Madrid. 
Discípulo suyo fue Pedro Hortigosa (1811-1870) que en 1836 grabó por dibujo propio una Mater Dolorosa de Murillo firmada «bajo la dirección de D. Manuel Esquivel».